# Sinceritat i autenticitat
Sinceritat i autenticitat (anglès: Sincerity and Authenticity) és un llibre de 1972 escrit per Lionel Trilling, basat en una sèrie de lliçons que va donar quan ocupava la càtedra Charles Eliot Norton de la Universitat Harvard (les anomenades Charles Eliot Norton Lectures), i que proposa una distinció filosòfica, no exacta, entre aquests dos conceptes fent servir exemples històrics extrets de la literatura en els quals s'examina la relació entre el self (el jo, la pròpia percepció, la identitat) i la cultura de la seva època.

## Contingut
Aquestes lliçons s'ocupen d'allò que Trilling descrivia com "la vida moral en el procés de revisar-se ella mateixa", un període de la història d'Occident que, segons el crític, la sinceritat havia esdevingut l'aspecte central de la vida moral. Trilling fa servir com a exemple d'aquesta visió anterior a la Il·lustració les obres de William Shakespeare. Més endavant, el concepte de la sinceritat anirà perdent pes amb la preeminència en el segle XX de la idea d'autenticitat, sorgida amb els canvis de mentalitat que dugué el romanticisme. Segons Trilling, el concepte a l'època de Shakespeare era relativament nou, cosa que demostra amb les paraules de Poloni al seu fill: "To thine own self be true ... Thou canst not then be false to any man.", posant l'èmfasi en la primacia del jo alhora que mostrant l'equivalència entre ser sincer a un mateix i ser sincer envers els altres. Les tensions entre "el jo i la societat, o del desig i el deure" es "van desintegrar sota la pressió categòrica de la reflexió moral i la pressió dialèctica de la filosofia moderna (Rousseau, Jane Austen, Hegel, i El nebot de Rameau de Diderot) en són testimonis de primera línia)"
Així doncs, Edward Mendelson califica aquest llibre "d'informe de camp de batalla en el conflicte entre el jo públic i el privat, en forma d'història dels llenguatges morals que l'art mobilitza per tal d'amagar i revelar la personalitat".
Tot i que semblaria que Trilling vol definir a fons i detalladament els termes "autenticitat" i "sinceritat", mai no proposa una definició clara i concisa d'aquests conceptes. Trilling fins i tot postula que podria que fos millor que aquestes idees no s'acabessin de definir del tot. D'altra banda, sí que fa servir la fórmula "ser fidel a un mateix" com a caracterització de l'ideal modern de l'autenticitat, i el diferencia de l'ideal més antic que consistia en mantenir-se una persona moralment sincera. Lionel Trilling recorre a una àmplia varietat de models provinents de la literatura per il·lustrar la seva tesi, tot citant alguns dels autors i pensadors més representatius del corpus occidental juntament amb d'altres menys coneguts dels darrers 500 anys. En paraules del filòsof Manuel Cruz, a diferència de l'autenticitat, que és una qualitat pròpia d'un jo tal com s'entén després de Rousseau, mentalitat que "estableix que el jo és el fundador de la veritat i considera l'espai públic com l'àmbit de la mera convenció", la "sinceritat seria l'exhibició en públic d'allò que se sent en privat: una virtut lligada a l'honestedat, la lleialtat, la veritat a un mateix, però entès com un ésser extern, com un individu que juga diversos rols en una societat. […] Sinceritat és una determinada qualitat de compromís amb la realitat."
Aquesta obra ha tingut una forta influència en filòsofs i crítics literaris i culturals posteriors a Trilling, com ara Charles Taylor, autor de The Ethics of Authenticity.